# Деветак (гора)
Деветак (серб. Деветак, босн. Devetak) — горная система на Балканском полуострове. Расположена в Боснии и Герцеговине, в Республике Сербской. Длина вершины составляет 1424 метров над уровнем моря. Деветак входит в Динарскую горную систему.